# هانس ورنر هنتسه
هانس ورنر هنتسه (به آلمانی: Hans Werner Henze) ‏(۱ ژوئیه ۱۹۲۶ در گوترزلوه - ۲۷ اکتبر ۲۰۱۲ در درسدن) آهنگساز آلمانی بود.

## زندگی‌نامه
هنتسه به خاطر تعداد شگرف آهنگ‌هایی که به صورت پیاپی برای تئاتر می‌سازد معروف است. موسیقی او سبک‌های بسیار گوناگونی دارد و از استراوینسکی، موسیقی ایتالیایی، موسیقی عربی و جاز، و همچنین مکاتب سنتی آهنگسازی آلمان تأثیر گرفته‌است.
هنتسه هم‌چنین به خاطر عقاید سیاسی خود شناخته شده‌است. او در سال ۱۹۵۳ به خاطر نابردباری اطرافیانش نسبت به عقاید چپ او و هم‌جنسگرایی‌اش، آلمان را به مقصد ایتالیا ترک کرد.
هنتسه مارکسیست و عضو حزب کمونیست ایتالیا بود و آهنگ‌هایی برای بزرگداشت هوشی مین و چه گوارا ساخته‌است.
نویسنده اشعار اپرای «بلم مدوزا»، اپرای مرثیه‌ای که هنزه برای چه گوارا ساخته‌است، در میان چندین نفر دستگیر شده در سال ۱۹۶۸ در هامبورگ بود. این دستگیری‌ها در پی شورشی صورت گرفت که پس از قرار دادن پرچم قرمز بر روی صحنه برپا شده‌بود. هنزه یک سال برای تدریس در کوبا به‌سر برد، اما پس از آن از خط مشی فیدل کاسترو سرخورده شد.

## برخی از آثار
- اپرای سوگنامه برای عاشقان جوان
- اپرای بلوار تنهایی
- اپرای شاهزاده هامبورگ
- اپرای لرد جوان

## شنیدن آثار
- “The Electric Cop”
- youtube